# 母の死
「母の死」（My Mummy's Dead）は、ジョン・レノンの作詞作曲による楽曲。1970年に発表されたアルバム『ジョンの魂』に収録されている。わずか51秒の短い楽曲である。

## 概要
ビートルズ時代の楽曲「ジュリア」や、本作に収録されているマザーと同様、レノンが18歳の時に交通事故で亡くした母親に宛てた曲である。曲の一部のメロディは、イギリス民謡の「Three Blind Mice」から引用している。
本曲は、1曲目に収録された「マザー」とは違い、単調なメロディに合わせ、感情なく歌うことでアルバムが終わる。作家のジョン・ブレイニーは、「レノンの長年抱えていた空虚感を呼び起こす」と評価しているとのこと。

## レコーディング
本曲は、アルバム『ジョンの魂』のセッション時ではなく、本作のデモ音源を制作していた1970年の夏頃にカリフォルニア州のベルエアで2テイク分レコーディングされた。
最初のテイクが本曲に収録されているバージョンであり、2テイク目は使用されず、海賊版や2004年に発売されたアルバム『ラヴ　～アコースティック・ジョン・レノン』に収録されている。

## クレジット
- ジョン・レノン - ボーカル、アコースティック・ギター